# Vettsjön
Vettsjön är en sjö i Sandvikens kommun i Gästrikland och ingår i Gavleåns huvudavrinningsområde. Sjön är 3,5 meter djup, har en yta på 0,812 kvadratkilometer och befinner sig 117 meter över havet. Sjön avvattnas av vattendraget Vällingbäcken.

## Delavrinningsområde
Vettsjön ingår i det delavrinningsområde (673419-154721) som SMHI kallar för Inloppet i Vällingen. Medelhöjden är 119 meter över havet och ytan är 9,64 kvadratkilometer. Det finns inga avrinningsområden uppströms utan avrinningsområdet är högsta punkten. Vällingbäcken som avvattnar avrinningsområdet har biflödesordning 3, vilket innebär att vattnet flödar genom totalt 3 vattendrag innan det når havet efter 59 kilometer. Avrinningsområdet består mestadels av skog (72 procent) och sankmarker (12 procent). Avrinningsområdet har 0,88 kvadratkilometer vattenytor vilket ger det en sjöprocent på 9,1 procent.